# Eremospatha
Eremospatha är ett släkte av enhjärtbladiga växter. Eremospatha ingår i familjen Arecaceae.
Kladogram enligt Catalogue of Life:
| Eremospatha | \| \| Eremospatha barendii \| \| \| \| \| \| Eremospatha cabrae \| \| \| \| \| \| Eremospatha cuspidata \| \| \| \| \| \| Eremospatha dransfieldii \| \| \| \| \| \| Eremospatha haullevilleana \| \| \| \| \| \| Eremospatha hookeri \| \| \| \| \| \| Eremospatha laurentii \| \| \| \| \| \| Eremospatha macrocarpa \| \| \| \| \| \| Eremospatha quinquecostulata \| \| \| \| \| \| Eremospatha tessmanniana \| \| \| \| \| \| Eremospatha wendlandiana \| \| \| \| |
|             | \| \| Eremospatha barendii \| \| \| \| \| \| Eremospatha cabrae \| \| \| \| \| \| Eremospatha cuspidata \| \| \| \| \| \| Eremospatha dransfieldii \| \| \| \| \| \| Eremospatha haullevilleana \| \| \| \| \| \| Eremospatha hookeri \| \| \| \| \| \| Eremospatha laurentii \| \| \| \| \| \| Eremospatha macrocarpa \| \| \| \| \| \| Eremospatha quinquecostulata \| \| \| \| \| \| Eremospatha tessmanniana \| \| \| \| \| \| Eremospatha wendlandiana \| \| \| \| |
|             | Eremospatha barendii |
|             | |
|             | Eremospatha cabrae |
|             | |
|             | Eremospatha cuspidata |
|             | |
|             | Eremospatha dransfieldii |
|             | |
|             | Eremospatha haullevilleana |
|             | |
|             | Eremospatha hookeri |
|             | |
|             | Eremospatha laurentii |
|             | |
|             | Eremospatha macrocarpa |
|             | |
|             | Eremospatha quinquecostulata |
|             | |
|             | Eremospatha tessmanniana |
|             | |
|             | Eremospatha wendlandiana |
|             | |